# هفته مقدس (فیلم)
هفته مقدس (لهستانی: Wielki tydzień) فیلمی به کارگردانی آندری وایدا است که در سال ۱۹۹۵ منتشر شد.

## بازیگران
- ماریا سورین
- وویچیخ پشونیاک
- بوژنا دیکل
- آرتور بارچیش
- بئاتا فودالِـی
- سزاری پازورا
- آگنیشکا کوتولانکا
- کشیشتف استروئینسکی
- توماش پرنیاش استروش
- رادوسواف پازورا
- ماگدالنا واژخا
- وویچیخ مالایکات
- آرتور یانوشاک
- اِوا کولاشینسکا
- یاکوب پشبیندوفسکی
- نوربرت راکوفسکی